# 春のもつれ
『春のもつれ』（はるのもつれ）は、1974年4月2日から同年6月25日まで日本テレビ系列の「火曜劇場」（毎週火曜22:00 - 22:55）の枠で放映されたテレビドラマ。

## 概要
内藤荘一郎は北海道・釧路で建設業を営む。泉、麻子、通子の3人の娘がいるが、3人ともそれぞれ母親が違う異母姉妹である。しかしそのことを娘たちは知らない。通子には画家の二郎というボーイフレンドがいるが、その次郎は泉にあこがれていることが通子には面白くない。ある日、泉に見合いの話が来たが、その相手となった新聞記者の西田はとなった麻子の恋人である。麻子は頭に来て、当日急病で見合いに行けなくなった泉の、断りを西田に申し入れる役を引き受けたほどだった。そんな複雑な中で、3人の愛が次第に屈折する。さらに小児科医の塩沢謙吾が釧路に移り住んでくるが、その理由は荘一郎への恨みからだった。姉妹の母親の秘密、そして謎に包まれた父親の過去などを絡めて、姉妹の愛の状況を描いた。
田中健は本作でテレビドラマデビューを果たした。

## スタッフ
- 原作：原田康子（「輪唱」（角川文庫刊）より）
- 脚本：大津皓一
- 音楽：内藤法美（テーマ曲作曲も含む）

## キャスト
- 内藤泉：八千草薫
- 内藤麻子：土田早苗
- 内藤通子：秋吉久美子
- 二郎：田中健
- 西田：清水章吾
- 塩沢謙吾：木村功
- 塩沢悟（塩沢の息子）：高野浩幸
- 日野千花子（塩沢の愛人）：斎藤美和
- 桂：ロミ・山田
- きぬ：杉山とく子
- 神鳥ひろ子
- 麻田紘子
- 松本健一
- 羽山医師：二谷英明
- 内藤荘一郎：辰巳柳太郎